# Oxford University Chess Club
Oxford University Chess Club (OUCC) – angielski klub szachowy funkcjonujący przy Uniwersytecie Oksfordzkim, pięciokrotny zwycięzca National Club Championships.

## Historia
W 1847 roku na terenie uniwersytetu założony został klub Hermes Chess Club, który w tym samym roku rozegrał z Trinity Chess Club z uniwersytetu w Cambridge mecz korespondencyjny; drugi taki mecz miał miejsce w 1855 roku. W późniejszych latach działalność klubu podupadła. W 1869 roku z inicjatywy pastora Charlesa Rankena założono Oxford University Chess Club, a Ranken został pierwszym przewodniczącym klubu. Do klubu mógł zapisać się każdy członek uniwersytetu i początkowo liczył 103 osoby. W pierwszym roku istnienia klubu najistotniejszym wydarzeniem była wizyta Williama Wayte′a, który udzielił pokazu gry na ślepo. W 1871 roku rozegrano mecz korespondencyjny z Cambridge University Chess Club. Dwa lata później, z pomocą Wilhelma Steinitza, rozpoczęto cykl corocznych turniejów szachowych Varsity między uniwersytetami z Cambridge i Oxfordu.
W 1952 roku klub wygrał rozgrywki National Club Championships. Mistrzostwo Wielkiej Brytanii klub zdobył jeszcze w latach 1966, 1971, 1979 i 1983. W latach 1954 i 1981 OUCC został triumfatorem British Team Lightning Championship. W latach 1989 i 1993 klub wygrał National Club Championships w kategorii Intermediate.
Członkami klubu byli m.in. Leonard Barden, Randolph Spencer Churchill, Falconer Madan, Edward Nicholson, Graham Russell Mitchell, Luke McShane, Richard Palliser, Walter Parratt, Amon Simutowe, Jonathan Speelman i Theodore Tylor.